# Bikinia
Bikinia es un género de plantas de la familia Fabaceae. Es originario de África tropical. Comprende 10 especies descritas y aceptadas.

## Taxonomía
El género fue descrito por Jan Johannes Wieringa y publicado en Agricultural University Wageningen Papers 99(4): 187–189. 1999.

## Especies aceptadas
A continuación se brinda un listado de las especies del género Bikinia aceptadas hasta julio de 2014, ordenadas alfabéticamente. Para cada una se indica el nombre binomial seguido del autor, abreviado según las convenciones y usos.	 
- Bikinia aciculifera Wieringa
- Bikinia breynei (Bamps) Wieringa
- Bikinia congensis Wieringa
- Bikinia coriacea (Morel ex Aubrév.) Wieringa
- Bikinia durandii (F.Hallé & Normand) Wieringa
- Bikinia evrardii (Bamps) Wieringa
- Bikinia grisea Wieringa
- Bikinia letestui (Pellegr.) Wieringa
- Bikinia media Wieringa
- Bikinia pellegrinii (A.Chev.) Wieringa